# 조박
조박(趙璞, 1356년 ~ 1408년)은 고려 말, 조선 초의 문신이다. 본관은 평양(平壤), 자(字)는 안석(安石), 호(號)는 우정(雨亭), 시호는 문평(文平), 군호는 평원군(平原君)이다.
문하시중 조인규(趙仁規)의 4세손으로, 증조는 조충신, 조부는 조후이다. 1356년에 전의령(典儀令) 조사겸(趙思謙)의 아들로 태어났다. 영의정 조준의 7촌 조카이다. 1376년 과거에 급제하여 삼사 좌윤(三司左尹) 등의 벼슬을 지냈다. 이방원과 동서 사이였는데, 이 때문에 이성계를 따르게 되었다. 좌사의(左司議) 오사충과 함께 이색, 이인임, 조민수 등을 탄핵하였으며, 정몽주에 의하여 청주 목사로 좌천되었다가 암살 시도를 받기도 하였고, 1392년 4월에 대간들의 탄핵으로 삭탈되어 귀양길에 올랐다.
1392년 7월 17일, 조선 개국에 참여하여 개국 1등공신에 녹훈되고 예조 전서(禮曹典書)에 올랐다. 9월 11일에 양광도(楊廣道) 안렴사(按廉使)에 임명되어 11개월 동안 직무를 보다가 부역인을 늦게 보낸 죄로 한양부로 압송되었고, 1395년에는 전라도 관찰사를 지내던 중 농사철이라는 점을 들어 군용 점고를 미뤘다가 공주(公州)에 한 달 동안 안치되었다. 같은 해 원주 목사를 지냈다.
제1차 왕자의 난 직후 정사 2등공신에 책록되고 참찬문하부사(參贊門下府事) 겸 대사헌에 제수되었다. 1399년 3월 13일, 조선 개국 이후 최초로 집현전을 활성화시키자고 주장하여 초대 제조관(提調官) 6명 중 한 사람이 되었다. 같은 해 5월 16일, 이거이(李居易)·이저(李佇) 부자가 한 기생을 같이 취하였다고 폭로했다가 무고죄로 이천(利川)으로 귀양갔고, 1400년 8월 1일, 경상도 감사(監司)를 지내다가 조준을 무고한 혐의로 또 이천으로 귀양갔다.
태종이 즉위하자, 좌명 4등공신에 책록되고 참찬문하부사(參贊門下府事)에 제수되었다. 1401년에는 제 5대 판한성부사(判漢城府事)에 올랐고, 1403년에는 명나라에 하정사(賀正使)로서 갔다 온 직후 참찬의정부사(參贊議政府事)가 되었다. 1404년에는 예문관(藝文館) 대제학에 제수되었고, 1406년에는 서북면 도순문사(西北面都巡問使)에 임명되었다. 1407년 6월 8일, 태종과 협의하지 않은 채로 이강(釐降)에 대해 논의하다가 양주(楊州)로 한 달가량 귀양갔다. 1408년 4월 26일에 호조 판서에, 7월 26일에 동북면 도체찰사(東北面都體察使)에 제수되었다. 이 해 12월 6일에 죽었다. 1409년 12월 19일, 태종은 자신의 친척이 낳은 자식을 정종의 아들로 일컬으려 한 혐의로 사헌부의 건의를 받아들여 그 녹권을 추탈했다.
《태종실록》에서는 물이 흐르는 듯한 업무 처결로 많은 칭찬을 받았다고 쓰여 있다. 아들은 조신언(趙愼言) 하나를 두었다.